# MPEC
MPECs (Mathematical Programs with Equilibrium Constraints), zu deutsch etwa 'Mathematische Optimierungsprobleme mit Gleichgewichtsnebenbedingungen', stellen eine spezielle Problemklasse der mathematischen Optimierung dar. MPECs sind eng verwandt mit Optimalsteuerungsproblemen und zeichnen sich dadurch aus, dass die essentiellen Nebenbedingungen in Form einer Variationsungleichung oder eines äquivalenten Komplementaritätssystems formuliert sind. Zahlreiche Anwendungen finden sich in der Ingenieurswelt oder in der Wirtschaft, wie etwa in der Robotik, in der Spieltheorie oder in der Berechnung von Optionen.

## Problemformulierung
In der Problemklasse der MPECs hängt die zu minimierende Zielfunktion {\displaystyle f} von zwei Variablen {\displaystyle x\in \mathbb {R} ^{n}} und {\displaystyle y\in \mathbb {R} ^{m}} ab. Weiter sei {\displaystyle F:\mathbb {R} ^{n+m}\rightarrow \mathbb {R} ^{m},\;Z\subset \mathbb {R} ^{n+m}} nicht leer und abgeschlossen und {\displaystyle C:\mathbb {R} ^{n}\rightarrow {\mathcal {P}}\left(\mathbb {R} ^{m}\right)} eine mengenwertige Funktion mit konvexen Funktionswerten. Das MPEC in seiner allgemeinsten Form ist definiert durch:
Minimiere {\displaystyle f(x,y)}, unter der Nebenbedingung
{\displaystyle (x,y)\in Z,\,y\in S(x).}
Dabei ist {\displaystyle S(x)} die Lösungsmenge der Variationsungleichung:
{\displaystyle y\in C(x),\,(v-y)^{T}F(x,y)\geq 0\;\forall \,v\in C(x).}

## Besonderheiten
Einige Besonderheiten der Problemklasse der MPECs sind:
- Die Menge der zulässigen Punkte ist nicht notwendigerweise abgeschlossen, zusammenhängend oder konvex. Resultate und Methoden der konvexen Optimierung können daher nicht angewendet werden.
- Das reduzierte Problem ist i. Allg. nicht Fréchet-differenzierbar.
- Klassische constraint Qualifications sind nicht erfüllt.
- Es gibt keinen eindeutigen Stationaritätsbegriff (siehe notwendige Optimalitätsbedingungen), sondern eine ganze Hierarchie an Konzepten.